# Festa de Santana (Santana de Parnaíba)
A Festa de Santana (também conhecida como Festa da Padroeira ou Festa da Padroeira Sant'Ana) é uma manifestação cultural religiosa comemorada na Igreja Matriz de Santana de Parnaíba e no centro histórico da cidade de Santana de Parnaíba, no estado de São Paulo. A celebração é considerada um dos mais importantes eventos festivos da cidade, juntamente do Carnaval e da festa de Corpus Christi. Também é uma das comemorações mais antigas do município e costuma mobilizar muitos de seus habitantes e insitituições, como o Museu Casa do Anhanguera.
A festa é realizada em homenagem à padroeira da cidade, Sant'Ana. Por isso, acontece anualmente no dia 26 de julho ou no final de semana mais próximo do dia oficial da santa. As atividades do evento são organizadas pela prefeitura e pela Paróquia de Santa Ana.
A festividade é composta por uma procissão a São Cristóvão, quermesses e missas. Uma delas é a Missa Bênção dos Avós, uma vez que Sant’Ana era a mãe de Maria e avó de Jesus Cristo. O evento também conta com apresentações musicais, danças tradicionais como a folia de reis, quadrilha e catiras, além de barracas de comidas, na Praça XIV de Novembro. A celebração atrai turistas para a cidade de Santana de Parnaíba, principalmente fiéis.